# سقط جنین در جمهوری دومینیکن
جمهوری دومینیکن یکی از ۲۴ کشوری در جهان و یکی از شش کشور در آمریکای لاتین است که سقط جنین را به‌طور کامل ممنوع کرده است. این ممنوعیت کامل شامل شرایطی نیز می‌شود که جان فرد باردار در خطر است.
سقط جنین در تمامی شرایط در سال ۱۸۸۴ ممنوع شد. سپس در تاریخ ۱۸ سپتامبر ۲۰۰۹، سقط جنین به‌طور رسمی در قانون اساسی ممنوع شد، هنگامی که ماده ۳۷ در قانون اساسی ۲۰۱۰ جمهوری دومینیکن به تصویب رسید و حق زندگی از زمان لقاح اعلام گردید.

## مراقبت‌ها و روش‌های سقط جنین
طبق ماده ۳۷ در جمهوری دومینیکن، افرادی که با بارداری‌های ناخواسته یا غیرمنتظره مواجه هستند، باید بین سقط جنین مخفیانه و ادامه دادن بارداری خود یکی را انتخاب کنند.
در این شرایط، تخمین زده می‌شود که سالانه ۹۰٬۰۰۰ سقط جنین ناامن در جمهوری دومینیکن انجام می‌شود. از زمان تصویب ماده ۳۷، سقط جنین ناامن به سومین علت اصلی مرگ و میر مادران در این کشور تبدیل شده است و اکنون هشت درصد از مرگ و میر مادران را به خود اختصاص داده است.
تحقیقات نشان داده است که ۹۵–۹۷٪ از سقط جنین‌ها ناامن هستند، به این معنی که توسط افرادی بدون مهارت‌های لازم یا در مکان‌هایی که حداقل استانداردهای پزشکی را ندارند، انجام می‌شود. (رجوع شود به سقط جنین ناامن.)
یکی از روش‌های رایج سقط جنین در جمهوری دومینیکن استفاده از داروهای بدون نسخه مانند اکسی‌توسین، پروستاگلاندین‌ها، آلکالوئید ارگوت و میزوپروستول است. این داروها باعث انقباض شدید رحم می‌شوند که منجر به دفع جنین می‌گردد. هنگامی که این داروها به‌طور مخفیانه مصرف می‌شوند، افراد معمولاً از دوز مناسب اطلاع ندارند. مصرف بیش از حد این داروها می‌تواند باعث عوارض جدی شود.
یک عارضه شایع در مصرف بیش از حد داروها خونریزی است. در چنین مواردی، رحم ممکن است به‌طور کامل پاک‌سازی نشود، که می‌تواند منجر به عفونت یا حتی سوراخ شدن رحم و ایجاد خونریزی داخلی شود. اگر فرد باردار از این عوارض جان سالم به در ببرد، ممکن است در آینده با مشکلات تولیدمثلی مواجه شود. سایر عوارض ناشی از سقط جنین ناامن می‌تواند شامل سقط ناقص، عفونت و آسیب باشد.
سابقه‌ای از عوارض بهداشتی مرتبط با سقط جنین در جمهوری دومینیکن وجود دارد. در مطالعه‌ای که در سال ۲۰۲۱ توسط سلامت جهانی بی ام جی در سال ۲۰۱۸ انجام شد، پژوهشگران دریافتند که نرخ عوارض پس از سقط جنین در جمهوری دومینیکن بالاترین نرخ در جهان است، به‌طوری‌که این نرخ ۱۰٫۳ در هر ۱۰۰۰ زن در سنین ۱۵ تا ۴۴ سال است.
تخمین زده می‌شود که ۱۰ درصد از تخت‌های زایمان در بیمارستان‌ها معمولاً توسط زنانی که با مشکلات ناشی از سقط جنین ناامن مواجه هستند، اشغال شده است. تخمین زده می‌شود که سالانه ۲۵٬۰۰۰ زن و دختر به دلیل عوارض ناشی از سقط جنین یا سقط‌های ناقص که بسیاری از آن‌ها به صورت مخفیانه انجام می‌شوند، در بیمارستان بستری می‌شوند. مطالعه سلامت جهانی بی ام جی همچنین نشان داد که مراقبت‌های پس از سقط جنین در جمهوری دومینیکن تقریباً وجود ندارد و اطلاعات کافی در مورد این مراقبت‌ها در دسترس نیست.
افرادی که برای درمان پس از سقط جنین به بیمارستان مراجعه می‌کنند، نمی‌توانند نام پزشک خود را اعلام کنند، زیرا ممکن است پزشک مورد نظر دستگیر شود.
این انگ قانونی و کمبود اطلاعات می‌تواند باعث شود افراد درمان‌های پس از سقط جنین را به تأخیر بیندازند یا از دریافت مراقبت‌های بهداشتی خودداری کنند؛ بنابراین، افرادی که نیاز به سقط جنین دارند، به دنبال جایگزین‌های نامناسب برای مراقبت صحیح می‌گردند، حتی با وجود افزایش خطر عوارض مرتبط.

## قانون
ماده ۳۱۷ از قانون کیفری جمهوری دومینیکن، که همه اشکال سقط جنین القایی را ممنوع می‌کرد، در سال ۱۸۸۴ تصویب شد.
پیش از اقدامات اخیر جمهوری دومینیکن برای تأیید موضع دیرینه خود علیه سقط جنین، تلاش‌هایی در قرن بیستم برای افزایش دسترسی به سقط جنین صورت گرفت. در اوایل دهه ۱۹۹۰، یک کد بهداشت جدید اجرا شد تا استثناهایی برای قانون موجود علیه سقط جنین ایجاد کند؛ بنابراین، سقط جنین در مواردی که سلامت جسمی یا روانی مادر به دلیل بارداری به خطر می‌افتاد یا در مواردی که کودک ناتوان یا دارای نقص متولد می‌شد، مجاز بود.